# IWork
3
iWork是蘋果公司為macOS以及iOS 作業系統開發的辦公室軟體。第一版的iWork - iWork '05是在2005年發表。最初的套裝包含Keynote，一套原先獨立銷售的簡報軟體，以及Pages，一套整合文書處理及頁面排版的應用程式。2007年蘋果公司發表iWork '08，其中包含一套新的試算表軟體 - Numbers。iWork同時提供iWork.com，一項提供使用者上傳文件同時允許其他使用者下載或給予回饋意見的測試版線上服務。iWork透過媒體瀏覽器整合蘋果公司的iLife套裝軟體以及其他軟體，讓使用者能夠用拖放的方式從iTunes加入音樂，從iMovie加入影片以及從iPhoto和Aperture加入影像到iWork文件。
iWork被蘋果公司視為AppleWorks套裝軟體的升級版本，但它並沒有沿用AppleWorks的資料庫和繪圖工具。雖然每一台新的Mac電腦都搭載iLife套裝，但iWork需要單獨購買。每台Mac電腦上都有免費的iWork 30天試用版本。舊版本的iLife用戶要升級到新版本時也會同時獲得一套免費的iWork試用版。
iWork原本售價79美元，其後改為三個程式獨立銷售，在OS X和iOS平台分別售19.99和9.99美元。2013年尾，蘋果公司發布新一代OS X Mavericks，同時宣佈新一代的iWork 2013改為免費，但僅限新購買的Mac機和iOS裝置。但有網民發現只要在舊的Mac機上安裝iWork試用版，就能升級到最新版，並在Apple ID上會有購買記錄。蘋果公司表示不會封鎖這個漏洞，因為要確保所有購買了舊版iWork的使用者都能升級到最新版本。

## 歷史版本

### iWork '05
初代版本，於2005年1月22日發佈。

### iWork '06
於2006年1月10日發佈。該版本開始代碼格式改為通用二進制。

### iWork '08
於2007年8月7日發佈。該版本新增電子試算表應用Numbers。

### iWork '09
於2009年1月6日發佈。為'08版本的改進版。此外該版本開始支持iWork.com的分享功能。

### iWork 2013
於2013年10月22日發佈。從本版本開始Mac端的iWork改為直接在Mac App Store發佈。同時程序代碼亦通過重寫以完全適配英特爾處理器。
在該版本剛發佈的時候，由於代碼重寫導致部分功能缺失。蘋果之後宣佈將在後續更新中補回所缺失的功能。

### iWork 2014
於2014年10月16日發佈。該版本為iWork 2013的升級版本。相比於2013版，界面改為扁平化設計。

### iWork 2016
於2016年9月20日發佈。新增實時協作功能。此外從該版本開始，iWork for iCloud正式啓用以抗衡Google Docs和Microsoft 365。

### iWork 2018
於2018年3月27日發佈。從本版本開始，iPad端的iWork全面支持Apple Pencil。

### iWork 2019
於2019年3月28日發佈。新版本改進了對Apple Pencil的支持，並支持在文稿中創建自定義圖形。

### iWork 2020
於2020年4月1日發佈。該版本主要改進了通過iCloud文件夾的分享功能。此外Mac端的iWorks代碼部分與iOS端統一以兼容採用ARM架構的Apple M1芯片。

## 應用程式

### Pages
Pages是一套兼具文書處理與頁面排版功能的應用程式。它內建蘋果公司為多種類別設計的樣板，包括：
- 書信
- 信封
- 表單
- 履歷
- 報告
- 新聞信
- 小冊子
- 傳單
- 海報
- 卡片與邀請函
- 名片
- 證書

Pages允許使用者儲存或輸出以下檔案格式：
- Pages文件（.pages）
- 微軟的Word文件（.docx和.doc）
- Adobe的PDF文件（.pdf）
- 網頁文件（.html）
- RTF文件（.rtf）
- 純文本文件（.txt）
- ePub

### Keynote
Keynote是一套跟Microsoft PowerPoint相似的簡報程式，著重於展示發表幻燈片的應用程式。和Pages一樣，它可以藉由媒體瀏覽器從iTunes加入音樂，從iMovie加入影片以及從iPhoto加入影像。它還可以建立幻燈片秀的動畫文件。Keynote支援很多檔案格式，包括：
- Keynote文件（.key）
- 微軟的Powerpoint文件（.pptx和.ppt）
- QuickTime影片（.mov），此格式能夠選擇以互動模式進行
- PDF文件（.pdf）

### Numbers
Numbers是在2007年加入iWork '08套裝的一套試算表應用程式。類似於Microsoft Excel以及其他試算表應用程式，Numbers讓使用者將數據組織成表單，利用公式進行運算及建立圖表。不同於其他的試算表應用程式，Numbers允許使用者在一份文件中建立多個試算表，並且提供包含設計給個人金融、教育、商業使用的樣板。當前版本的Numbers支持存儲或輸出的格式有：
- Numbers '09（2.0或更高版本)
- Microsoft Excel（.xlsx和.xls）
- 制表符分隔文本文件
- 逗號分隔值（CSV）
- PDF文件

## 線上服務
iWork.com是一項允許使用者直接將Pages、Keynote和Numbers文件線上分享的服務。使用者只需要點選iWork.com的工具列圖示並且輸入AppleID即可上傳文件並且邀請其他人檢視。其他使用者可以在文件上加入註解或給予回饋意見，同時也能夠用iWork、Microsoft Office或PDF格式下載文件。文件持有人可以在iWork.com網站查看回饋意見。這個服務於2012年7月31日關閉，並由iCloud取代。
2016年9月20日，蘋果發佈iWork for iCloud，與Google Docs類似，該服務支持多個用戶通過iCloud在線上共同協作完成文稿。

## 版本
| iWork版本  | Keynote版本 | Pages版本 | Numbers版本 | 安裝介質      | 作業系統         | 代碼指令集  | 發表日期       |
| ---------- | ----------- | --------- | ----------- | ------------- | ---------------- | ----------- | -------------- |
| iWork '05  | 2.0         | 1.0       | 不適用      | CD-ROM        | Mac OS X10.3.6   | PowerPC     | 2005年1月22日  |
| iWork '06  | 3.0         | 2.0       | 不適用      | CD-ROM        | Mac OS X10.3.9   | 通用二進制  | 2006年1月10日  |
| iWork '08  | 4.0         | 3.0       | 1.0         | CD-ROM        | Mac OS X 10.4.10 | 通用二進制  | 2007年8月7日   |
| iWork '09  | 5.0         | 4.0       | 2.0         | DVD-ROM       | MAC OS X 10.4.11 | 通用二進制  | 2009年1月6日   |
| iWork 2013 | 6.0         | 5.0       | 3.0         | Mac App Store | OS X 10.9        | 英特爾      | 2013年10月22日 |
| iWork 2014 | 6.5         | 5.5.1     | 3.5         | Mac App Store | OS X 10.10       | 英特爾      | 2014年10月16日 |
| iWork 2016 | 7.0         | 6.0       | 4.0         | Mac App Store | macOS 10.12      | 英特爾      | 2016年9月20日  |
| iWork 2018 | 8.0         | 7.0       | 5.0         | Mac App Store | macOS 10.12      | 英特爾      | 2018年3月27日  |
| iWork 2019 | 9.0         | 8.0       | 6.0         | Mac App Store | macOS 10.13      | 英特爾      | 2019年3月28日  |
| iWork 2020 | 10.0        | 10.0      | 10.0        | Mac App Store | macOS 10.14      | 英特爾      | 2020年4月1日   |
|            | 11.0        | 11.0      | 11.0        | Mac App Store | macOS 10.15      | 通用二进制2 | 2021年3月23日  |
|            | 12.0        | 12.0      | 12.0        | Mac App Store | macOS 11.0       | 通用二进制2 | 2022年4月7日   |
|            | 13.0        | 13.0      | 13.0        | Mac App Store | macOS 12.3       | 通用二进制2 | 2023年3月30日  |
|            | 14.0        | 14.0      | 14.0        | Mac App Store | macOS 13.0       | 通用二进制2 | 2024年4月2日   |

自2013年起，iWork應用不再捆綁售賣，而是改為允許用戶免費下載單個應用。

## 批評
由於早期iWork早期版本沒有包含試算表、資料庫軟體和項目管理程式而一直備受爭議。雖然在Keynote 3和Pages 2中有一些新功能，像是在文件內建立可進行運算的表格等，這些功能可以讓使用者不需要一個專門的試算表軟體來完成一些操作，但是卻造成與其他程式的資料交換變得困難。隨著Numbers的加入，這些爭議已基本獲得解決。
其他問題還包含，在Pages中打字反應較慢，調整字體大小顏色比較麻煩，不支援多種語言輸入下的復合字體，導出Word文件時會遺失非英語語系的字體設定等等。

## 外部連結
- iWork首頁 (台灣)（页面存档备份，存于）（繁體中文）